# Ponte do Canal de Suez

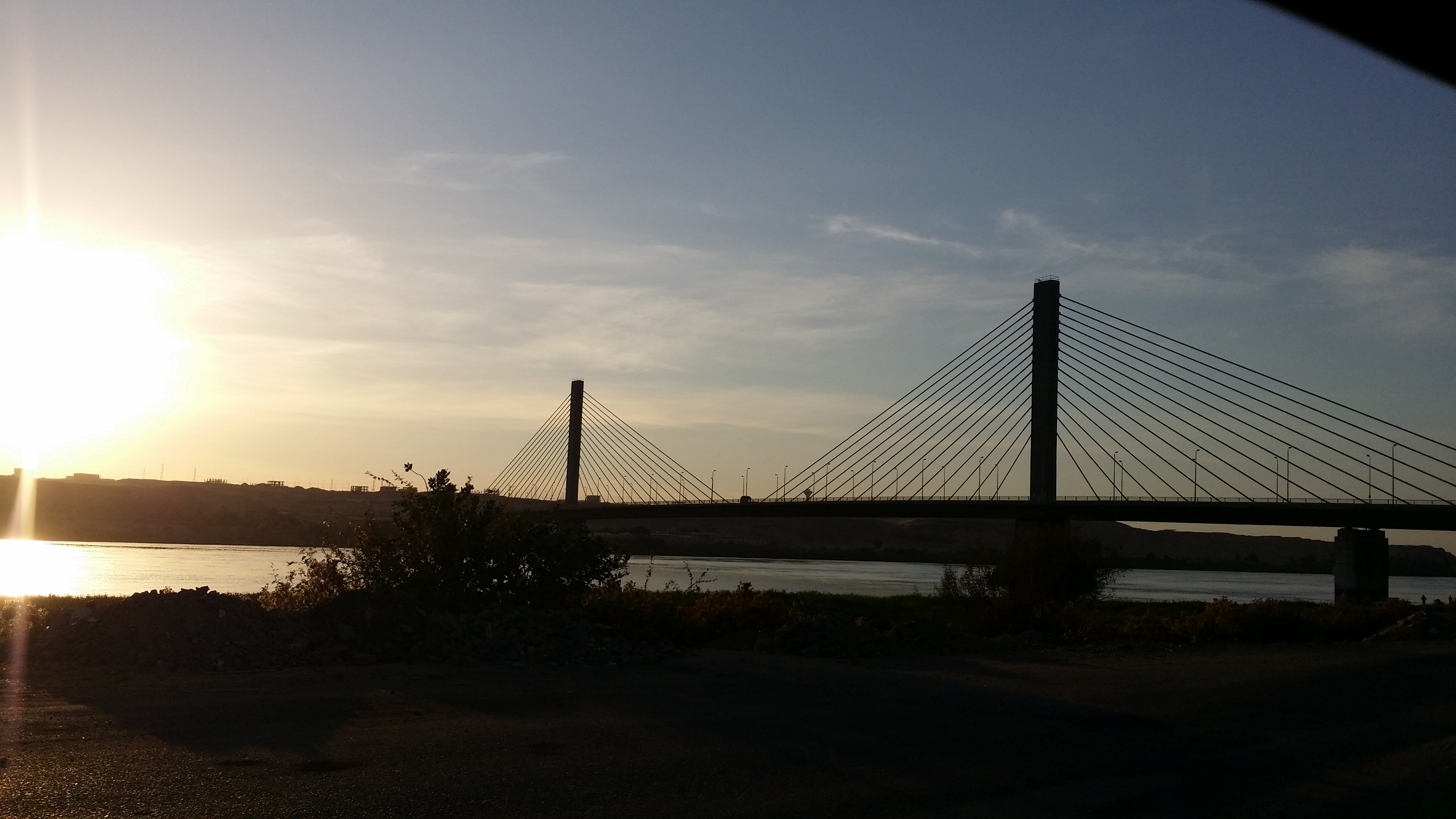
Ponte do Canal de Suez

A Ponte Canal de Suez, também conhecido por Ponte Shohada 25 Janeiro ou Ponte de Amizade Egípcio-Japonês, é uma ponte rodoviária atravessando o Canal de Suez perto do El Qantara, cidade cujo nome, em árabe, significa "a ponte". Interliga a África e a Ásia, pelo Oriente Médio.